# Strade Bianche
Strade Bianche – kolarski wyścig jednodniowy, wcześniej znany jako Monte Paschi Eroica (2007–2008) i Montepaschi Strade Bianche (2009–2011). Odbywa się co roku w marcu w okolicach Sieny, w Toskanii, we Włoszech. Od 2015 obok wyścigu dla mężczyzn rozgrywane są również zawody dla kobiet – Strade Bianche Donne.
Wyścig stanowi ważny punkt we włoskim i europejskim kalendarzu kolarskim, otwierając sezon wiosennych wyścigów jednodniowych. W 2020 ze względu na pandemię COVID-19 zawody rozegrane zostały w lecie – 1 sierpnia.

## Historia
Wyścig po raz pierwszy zorganizowano w październiku 2007 roku, jako imprezę UCI Europe Tour o kategorii 1.1. W 2008 roku przeniesiono ją na wczesny marzec, tak aby wpisywała się w sezon europejskich wyścigów klasycznych. Zmagania zazwyczaj odbywają się na tydzień przed włoskim wyścigiem etapowym Tirreno-Adriático i stanowią swego rodzaju preludium do odbywających się później belgijskich klasyków.
Start ma zwykle miejsce w Gaiole in Chianti, a finisz na słynnym rynku Sieny Piazza del Campo. Trasa liczy zwykle 190 - 200 kilometrów, w tym około 50 po tzw. "białych drogach" (wł. strade bianche), czyli żwirowo-piaszczystych odcinkach, wymagających sporych umiejętności technicznych. Organizator imprezy, RCS Sport, został zainspirowany do poprowadzenia nimi trasy przez brukowane trasy Ronde van Vlaanderen i Paryż-Roubaix.
Widowiskowość i dobra organizacja wyścigu sprawiły, że Międzynarodowa Unia Kolarska (UCI) przyznała w sezonie 2015 imprezie kategorię 1.HC, zaś od 2017 roku zawody należą do cyklu UCI World Tour. RCS Sport ogłosił ponadto, że przed wyścigiem elity mężczyzn rozegrany zostanie 103-kilometrowy wyścig kobiet. Od 2016 roku wyścig kobiet jest częścią cyklu UCI Women’s World Tour.

## Lista zwycięzców
Opracowano na podstawie:
| Rok  | Pierwsze             | Drugie             | Trzecie               |
| ---- | -------------------- | ------------------ | --------------------- |
| 2007 | Aleksandr Kołobniew  | Marcus Ljungqvist  | Mychajło Chaliłow     |
| 2008 | Fabian Cancellara    | Alessandro Ballan  | Linus Gerdemann       |
| 2009 | Thomas Lövkvist      | Fabian Wegmann     | Martin Elmiger        |
| 2010 | Maksim Iglinski      | Thomas Lövkvist    | Michael Rogers        |
| 2011 | Philippe Gilbert     | Alessandro Ballan  | Damiano Cunego        |
| 2012 | Fabian Cancellara    | Maksim Iglinski    | Oscar Gatto           |
| 2013 | Moreno Moser         | Peter Sagan        | Rinaldo Nocentini     |
| 2014 | Michał Kwiatkowski   | Peter Sagan        | Alejandro Valverde    |
| 2015 | Zdeněk Štybar        | Greg Van Avermaet  | Alejandro Valverde    |
| 2016 | Fabian Cancellara    | Zdeněk Štybar      | Gianluca Brambilla    |
| 2017 | Michał Kwiatkowski   | Greg Van Avermaet  | Tim Wellens           |
| 2018 | Tiesj Benoot         | Romain Bardet      | Wout van Aert         |
| 2019 | Julian Alaphilippe   | Jakob Fuglsang     | Wout van Aert         |
| 2020 | Wout van Aert        | Davide Formolo     | Maximilian Schachmann |
| 2021 | Mathieu van der Poel | Julian Alaphilippe | Egan Bernal           |
| 2022 | Tadej Pogačar        | Alejandro Valverde | Kasper Asgreen        |
| 2023 | Thomas Pidcock       | Valentin Madouas   | Tiesj Benoot          |
| 2024 | Tadej Pogačar        | Toms Skujiņš       | Maxim Van Gils        |
| 2025 | Tadej Pogačar        | Thomas Pidcock     | Tim Wellens           |